# (449) Hamburga
(449) Hamburga – planetoida z pasa głównego asteroid okrążająca Słońce w ciągu 4 lat i 30 dni w średniej odległości 2,55 j.a. Została odkryta 31 października 1899 roku w Landessternwarte Heidelberg-Königstuhl w Heidelbergu przez Maxa Wolfa i Arnolda Schwassmanna. Nazwa planetoidy pochodzi od miasta Hamburg w Niemczech. Przed jej nadaniem planetoida nosiła oznaczenie tymczasowe (449) 1899 EU.